# George Eden, I conte di Auckland
George Eden, I conte di Auckland (Beckenham, 25 agosto 1784 – Hampshire, 1º gennaio 1849), è stato un politico inglese.
Fu membro whig della Camera dei Lord dal 1810, presidente della Zecca di Stato (1830), Lord grand'ammiraglio (la prima volta nel 1834) e dal 1836 governatore generale d'India. Intentò varie campagne in Afghanistan, ma una débacle nel 1841 costrinse Robert Peel a richiamarlo in patria.
Nel 1846, ormai anziano, fu nuovamente Lord dell'ammiragliato.

## Biografia

### I primi anni
Nato a Beckenham, Auckland era il figlio secondogenito di William Eden, I barone Auckland, e di sua moglie Eleanor, figlia di Sir Gilbert Elliot, III baronetto. Sua sorella fu la viaggiatrice e scrittrice Emily Eden, che visitò l'india per un lungo periodo e riportò cronaca delle proprie esperienze. Venne educato a Eton ed al Christ Church di Oxford, divenendo avvocato nel 1809. Quando suo fratello maggiore William annegò nel Tamigi nel 1810, divenne erede apparente della baronia di suo padre.

### Carriera politica
Auckland venne eletto al parlamento nel 1810 per la costituente di Woodstock (succedendo a suo fratello maggiore), che mantenne sino al 1812 e nuovamente venne eletto nel 1813 e nel 1814. In quest'ultimo anno succedette a suo padre nella baronia e prese il proprio seggio alla camera dei lords. Nel 1830 divenne presidente della Board of Trade e Master of the Mint sotto Lord Grey, prestando anche servizio come vice-speaker della camera dei lords.
Fu primo lord dell'ammiragliato sotto lord Grey e quindi sotto lord Melbourne nel 1834 e nuovamente nel governo di lord Melbourne nel 1835. Diede commissione a William Hobson di salpare per le Indie orientali, dove Hobson fondò la città di Auckland, in Nuova Zelanda, nel 1840, in suo onore. Mount Eden presso Auckland, la cittadina di Eden, Nuovo Galles del Sud e la contea di Auckland, sempre nel Nuovo Galles del Sud, devono il nome a lord Auckland.

### Governatore generale dell'India (1836–1842)
Nel 1836, lord Auckland venne nominato governatore generale dell'India. Il suo segretario privato fu John Russell Colvin, il quale divenne vice-governatore delle province del Nordovest e chiamò suo figlio Auckland Colvin in omaggio al suo mentore. Come legislatore, lord Auckland si dedicò in particolare all'istituzione di scuole per i poveri ed all'espansione dell'industria commerciale indiana, ma la guerra con l'Afghanistan interruppe la sua opera nel 1838. Lord Auckland decise di proclamare guerra ed il 1º ottobre 1838 a Simla pubblicò il "Manifesto di Simla", detronizzando de facto Dost Mahommed Khan. Dopo i primi successi, venne creato "barone Eden", di Norwood nella contea del Surrey, e poi "conte di Auckland". Ad ogni modo la prima guerra anglo-afghana si rivelò poi un disastro e per questo decise di cedere il governatorato generale a Lord Ellenborough e tornò in Inghilterra l'anno seguente.

### Gli ultimi anni
Tornato in patria, nel 1846 divenne nuovamente primo lord dell'ammiragliato, questa volta nel governo di lord John Russell. Lo storico Ferdinand Mount così lo descrive: "Talento ministeriale alla camera dei lord ma non eguale nel gestire uno dei peggiori disastri della storia militare inglese". Mantenne tale incarico sino alla sua morte, tre anni più tardi. Lo storico William Darlymple lo descrive come "intelligente e capace ma in qualche modo compiacente e distaccato come un buon nobile di fede whig". Nell'aspetto appariva magro e giovanile anche col passare degli anni.
Lord Auckland morì il 1º gennaio 1849, a seguito di quella che venne descritta come una fitta. Lord Auckland non si era mai sposato e pertanto alla sua morte il titolo di conte si estinse con lui, mentre la baronia passò a suo fratello minore, Robert.